# Adam Laczkó
Adam Laczkó (sinh 2 tháng 4 năm 1997) là một cầu thủ bóng đá Slovakia thi đấu cho câu lạc bộ Fortuna Liga Slovan Bratislava ở vị trí trung vệ.

## Sự nghiệp câu lạc bộ

### ŠK Slovan Bratislava
Laczkó ra mắt tại Fortuna Liga cho ŠK Slovan Bratislava ngày 13 tháng 8 năm 2016 trước MFK Ružomberok.